# Håkon Øverby
Håkon Øverby (ur. 5 grudnia 1941 w Oslo, zm. 10 listopada 2021 w Ski) – norweski zapaśnik walczący w stylu klasycznym. Dwukrotny olimpijczyk. Zajął piąte miejsce w Monachium 1972 i odpadł w eliminacjach w Meksyku 1968. Startował w wadze średniej do 87 kg i półciężkiej do 90 kg.
Piąty na mistrzostwach świata w 1969 i na mistrzostwach Europy w 1968. Zdobył siedem medali na mistrzostwach nordyckich w latach 1965–1972.

## Letnie Igrzyska Olimpijskie 1968
| Konkurencja                  | Walki                  | Walki                         | Walki                | Walki               | Klas. końcowa |
| Konkurencja                  | Pierwsza runda         | Druga runda                   | Trzecia runda        | Czwarta runda       | Miejsce       |
| ---------------------------- | ---------------------- | ----------------------------- | -------------------- | ------------------- | ------------- |
| styl klasyczny, waga średnia | Héctor Alvarez (MEX) W | José Manuel Hernández (GUA) W | Petyr Krumow (BUL) P | Lothar Metz (GDR) P | eliminacje    |

## Letnie Igrzyska Olimpijskie 1972
| Konkurencja                    | Walki                     | Walki                    | Walki                 | Walki                 | Walki                     | Klas. końcowa |
| Konkurencja                    | Pierwsza runda            | Druga runda              | Trzecia runda         | Czwarta runda         | Piąta runda               | Miejsce       |
| ------------------------------ | ------------------------- | ------------------------ | --------------------- | --------------------- | ------------------------- | ------------- |
| styl klasyczny, waga półciężka | Günter Kowalewski (RFN) W | Roland Andersson (SWE) W | Nicolae Neguț (ROM) P | József Pércsi (HUN) P | Walerij Riezancew (USR) P | V miejsce     |